# Nils Brakchi
Nils Brakchi (født 22. november 1968 i Højby, Odense) er en dansk musiker og sangskriver. Han er nok bedst kendt som bassist i og medstifter af bandet Fielfraz, med hvem han lavede i alt tre studiealbum fra 1990-1996.
Efter at have spillet sammen med Fielfraz-forsanger Claus Hempler på dennes soloprojekter, udgav Nils Brakchi i 2010 sit eget materiale under navnet Mofosteel.

## Diskografi

### Album
- Mofosteel (2010)